# سوسلان دزاناييف
سوسلان دزاناييف (بالروسية: Сослан Тотразович Джанаев)، (بالأوسيتية: Джанайты Тотразы фырт Сослан)‏، (مواليد 13 مارس 1987) هو لاعب كرة قدم روسي محترف من أصول أوسيتيونية، يلعب كحارس مرمى مع نادي روبين كازان.

## مسيرته الدولية
في سبتمبر 2009، استدعي سوسلان لأول مرة لمنتخب روسيا لكرة القدم في مباراتيه أما منتخبي ألمانيا وأذربيجان. ثم استدعي مرة أخرى في أغسطس 2016 في مواجهة تركيا وغانا. أما أولى مشاركاته الدولية فكانت يوم 9 أكتوبر 2016 في مباراة ودية أمام كوستاريكا. ويوم 11 مايو 2018، استدعي سوسلان ضمن القائمة الأولي المشاركة في كأس العالم لكرة القدم 2018.

## الألقاب

### الأندية
سبارتك موسكو
- الدوري الروسي الممتاز
  - الوصيف (1): 2009

 روستوف
- الدوري الروسي الممتاز
  - الوصيف (1): 2015-16

## روابط خارجية
- سوسلان دزاناييف على موقع الاتحاد الأوربي (الإنجليزية)
- سوسلان دزاناييف على موقع قاعدة بيانات كرة القدم.إي يو (الإنجليزية)
- سوسلان دزاناييف على موقع ناشيونال فوتبول تيمز (الإنجليزية)
- سوسلان دزاناييف على موقع Soccerway.com (الإنجليزية)
- سوسلان دزاناييف على موقع AS.com (الإسبانية)